# Alex Padilla
Alejandro Padilla (født 22. marts 1973) er en amerikansk politiker fra det Demokratiske Parti, som har været senator for delstaten Californien siden 2021.

## Baggrund
Padilla blev født den 22. marts 1973 i Los Angeles, Californien. Begge hans forældre er indvandrere fra Mexico, som mødtes efter de havde flyttet til USA.
Padilla er uddannet maskiningeniør fra Massachusetts Institute of Technology.

## Politiske karriere

### Los Angeles byråd
I 1999, i en alder af kun 26, blev Alex Padilla valgt til Los Angeles byråd. Han blev her både den yngste person og den første med latinamerikansk baggrund, til at blive valgt til byrådet.

### Californien Statssenat
I 2006 blev Padilla kandidat til, og vandt en plads i, Californiens Statssenat. Padilla blev i 2010 genvalgt til statsenatet.

### Californiens Statssekretær
Padilla annoncerede i 2013, at han ville være kandidat til Californiens statssekretær. Padilla vandt den demokratiske nominering, og vandt valget den 4. november 2014 over republikaneren Pete Peterson med 53,6% af stemmerne. Han blev i 2018 genvalgt med 64,3% af stemmerne.

### Senatet

#### Kamala Harris' erstatning i 2020
Efter præsidentvalget i 2020 blev Californiens ene senator, Kamala Harris, valgt til at være vicepræsident, og fratrådte derfor som senator. Californiens guvernør Gavin Newsom skulle hermed vælge en erstatning, og Padilla blev hurtigt nævnt som en kandidat. I december 2020 blev det annonceret, at Newsom ville vælge Padilla til senatet, og han blev officielt senator den 20. januar 2021. Hermed blev han den første latinamerikanske senator fra Californien.

#### Senatvalg i 2022
Padilla skulle allerede på genvalg i 2022, hvor at Harris' oprindelig valgperiode udløb. Han vandt her over republikaneren Mark Meuser med 61,1% af stemmerne.